# Епархия Бруклина

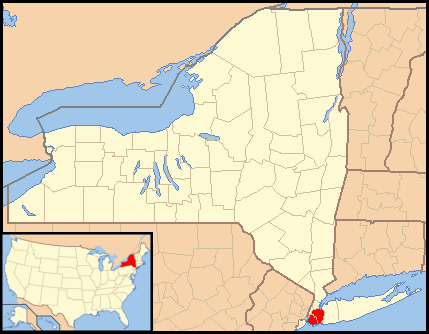
Расположение епархии Бруклина, Нью-Йорк

Епархия Бруклина (лат. Dioecesis Bruklyniensis) — епархия Римско-Католической церкви с центром в районе Бруклин, город Нью-Йорк, США. Епархия Бруклина входит в митрополию Нью-Йорка. Кафедральным собором епархии Бруклина является Собор святого Иакова, сокафедральным собором является Собор святого Иосифа. В епархии Бруклина также находятся две базилики: Базилика Пресвятой Девы Марии неустанной помощи и Базилика Марии, королевы мира.

## История
29 июля 1853 года Святой Престол учредил епархию Бруклина, выделив её из архиепархии Нью-Йорка.
6 апреля 1957 года епархия Бруклина передала часть своей территории новой епархии Роквилл-Сентера.

## Ординарии епархии

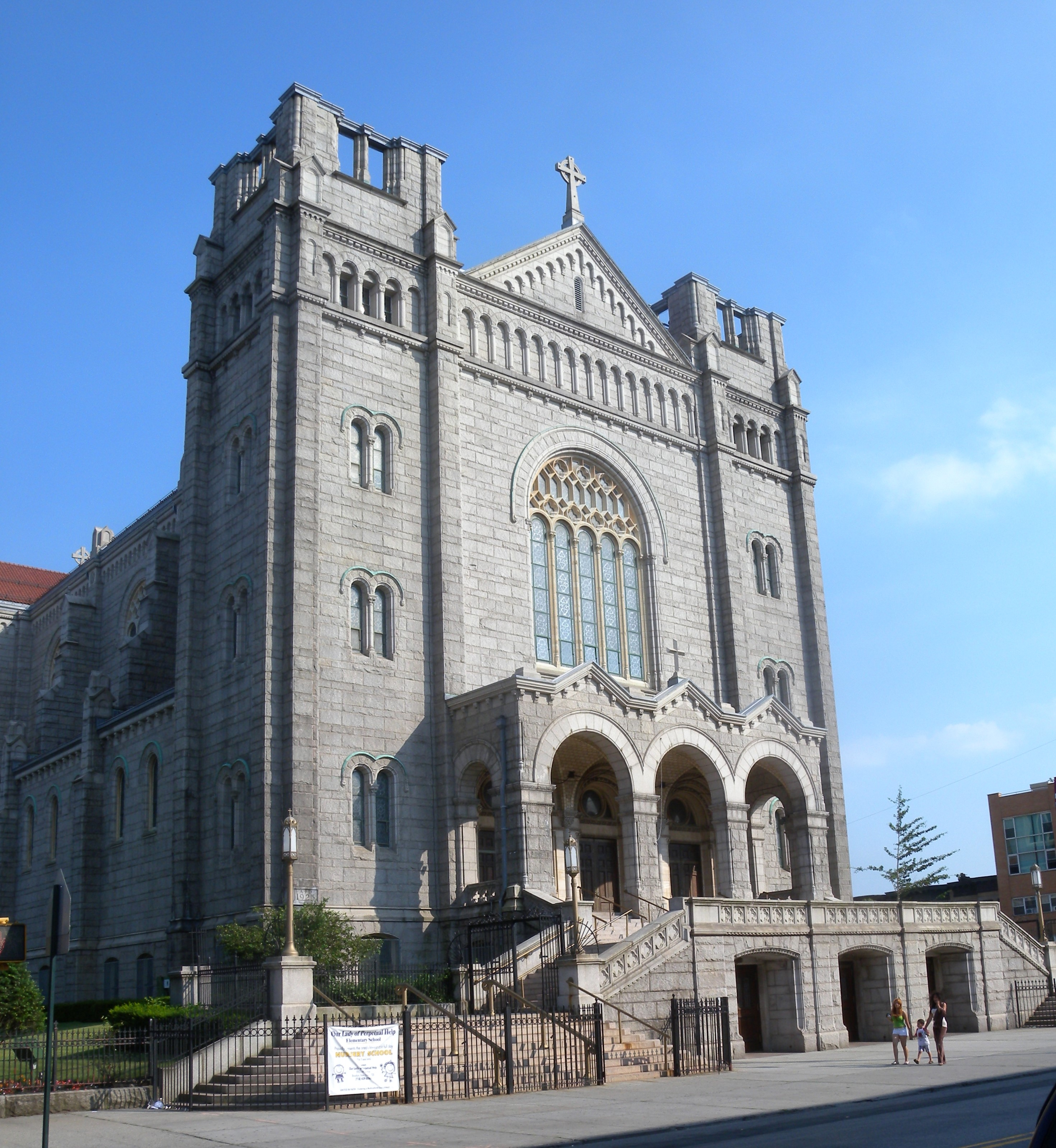
Базилика Пресвятой Девы Марии неустанной помощи

- епископ Джон Локлин[англ.] (19.06.1853 — 29.12.1891)
- епископ Чарльз Эдвард Макдоннелл[англ.] (11.03.1892 — 08.08.1921)
- епископ Томас Эдмунд Моллой[англ.] (21.11.1921 — 26.11.1956) — архиепископ ad personam с 1951
- епископ Брайан Джозеф Макэнтегарт[англ.] (16.04.1957 — 17.07.1968) — архиепископ ad personam с 1966
- епископ Фрэнсис Джон Мугаверо[англ.] (15.07.1968 — 20.02.1990)
- епископ Томас Воуз Дэйли[англ.] (20.02.1990 — 01.08.2003)
- епископ Николас Энтони Димарцио[англ.] (01.08.2003 — 30.11.2021)
- епископ Роберт Джон Бреннан[англ.] (с 30.11.2021)

## Источник
- Annuario Pontificio, Libreria Editrice Vaticana, Città del Vaticano, 2003, ISBN 88-209-7422-3